# Ulrica de Hesse-Kassel
Princesa Ulrica Federica Guillermina de Hesse-Kassel (alemán: Prinzessin Ulrike Friederike Wilhelmine von Hessen-Kassel; Kassel, 31 de octubre de 1722 - Eutin, 28 de febrero de 1787) fue la segunda hija del príncipe Maximiliano de Hesse-Kassel (1689-1753), hijo del landgrave Carlos I de Hesse-Kassel, y su esposa, la princesa Federica Carlota de Hesse-Darmstadt (1698-1777), hija del landgrave Ernesto Luis de Hesse-Darmstadt. 

## Biografía
Pasó su infancia entre la residencia de su padre en Jesberg y la corte en Darmstadt. El matrimonio entre sus padres, que tenía por objeto establecer la renovada armonía entre Hesse-Kassel y Hesse-Darmstadt, no había impedido que su madre, que también mantenía un nivel de vida muy caro, siguiera prefiriendo la residencia de la familia de origen.
El 21 de noviembre de 1752 se casó en Kassel con Federico Augusto de Holstein-Oldenburgo ese momento Príncipe-Obispo de Lübeck y, desde 1774, Duque de Oldemburgo. La pareja tuvo tres hijos, de los cuales solo dos habían alcanzado la edad adulta:
- Pedro Federico Guillermo (3 de enero de 1754 - 2 de julio de 1823), duque de Oldemburgo
- Luisa Carolina (2 de octubre de 1756 - 31 de julio de 1759)
- Eduviges Isabel Carlota (22 de marzo de 1759 - 20 de junio de 1818), se casó en 1774 con el futuro Carlos XIII de Suecia, y se convirtió en 1809 en reina de Suecia.[1]

A pesar de haberse convertido en duquesa consorte de Oldemburgo, Ulrica Federica Guillermina nunca vivió en los dominios de su marido, continuando residiendo con él en la ciudad de Eutin, donde Federico Guillermo la hizo construir una residencia para su viudedad, todavía visible hoy en día en la Plaza del Mercado de Eutin.
De sus hijos, Guillermo sucedió a su padre pero, al estar mentalmente enfermo, nunca contrajo matrimonio (aunque habían comenzado las negociaciones para obtener la mano de la princesa Carlota de Hesse-Darmstadt) y vivió bajo la tutela de su primo Pedro, que le sucedió a su muerte en 1823. Su hija Carlota se convirtió en reina de Suecia, pero no pudo darle hijos a su marido. Como resultado, no hay descendientes directos de Ulrica Federica Guillermina y su esposo hoy en día.